# Attenkam

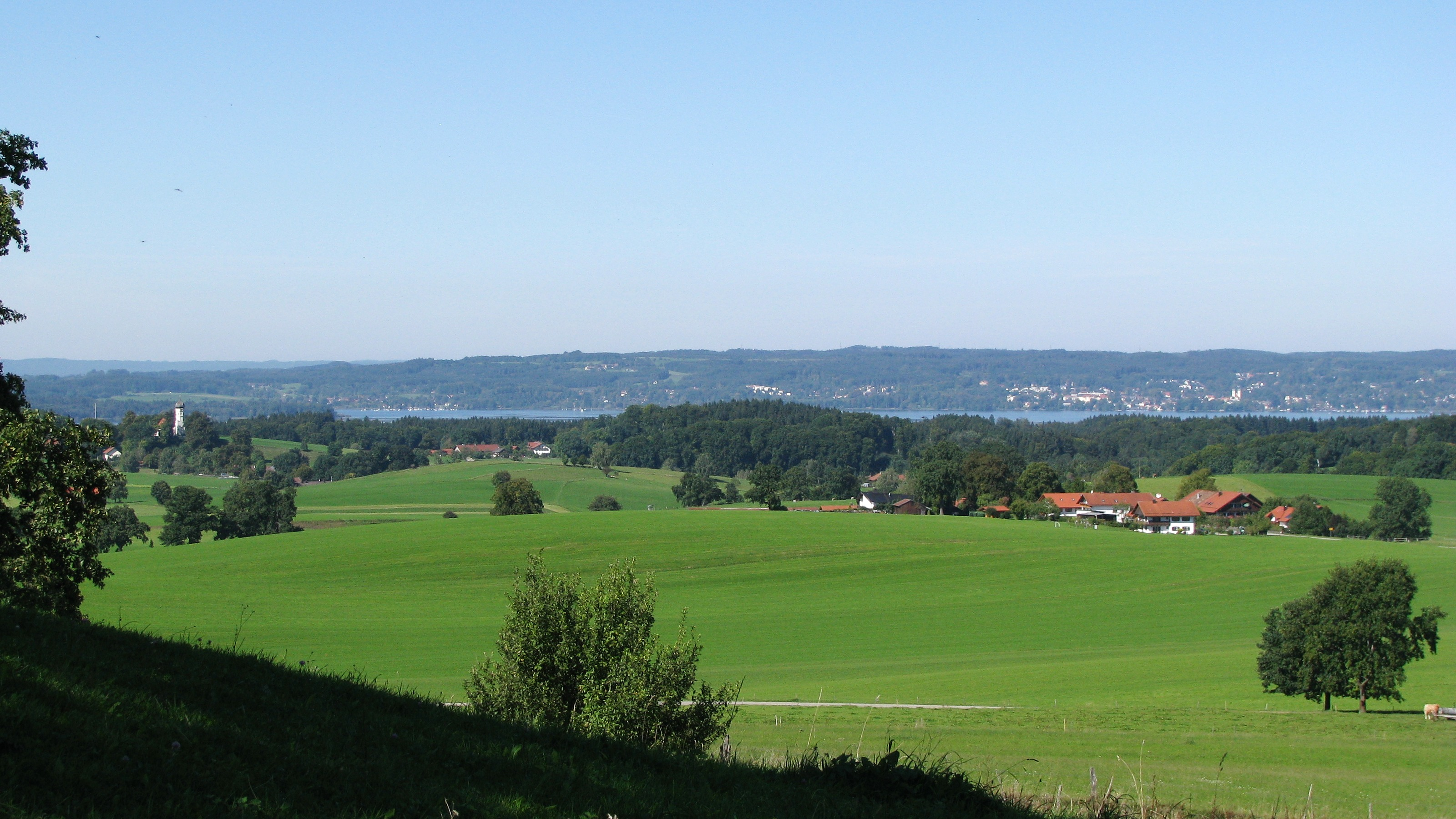
Blick vom Fürstegernberg bei Degerndorf Richtung Starnberger See; diesseits des Sees: Holzhausen (links) und Attenkam (rechts)

Attenkam ist ein Gemeindeteil von Münsing im oberbayerischen Landkreis Bad Tölz-Wolfratshausen. Am 1. Mai 1978 wurde der Weiler Attenkam als Teil der Gemeinde Holzhausen am Starnberger See in die Gemeinde Münsing eingegliedert.

## Baudenkmäler
Siehe auch: Baudenkmäler in Attenkam
- Barocke Kapelle aus dem 17. Jahrhundert